# Dance of Fire
Dance of Fire è il terzo album in studio della musicista azera Aziza Mustafa Zadeh, pubblicato nel 1995.

## Tracce
1. Boomerang – 4:24
2. Dance of Fire – 6:02
3. Sheherezadeh – 2:52
4. Aspiration – 2:23
5. Bana Bana Gel (Bad Girl) – 12:32
6. Shadow – 5:54
7. Carnival – 7:29
8. Passion – 7:10
9. Spanish Picture – 9:00
10. To Be Continued – 5:59
11. Father – 5:57